# SK Aich/Dob
SK Aich/Dob (fullständigt namn: SK Zadruga Aich/Dob) är en volleybollklubb från Bleiburg, Österrike. Klubben grundades 1982 i den tvåspråkiga lilla byn Aich (slovenska Dob) i Bleiburg. En tidig hjälp för sportens utveckling i byn var att landslagsspelaren Gerhard Kitzinger flyttat dit. Klubben hade i början även en bordtennisavdelning.
Laget debuterade i högsta serien 1991 och har blivit österrikiska mästare tre gånger (2012/2013, 2017/2018 och 2018/2019). De har också vunnit Middle European League en gång (2017/2018). En de europeisk cuperna har de som längst nått till semifinal i CEV Challenge Cup, vilket de gjorde 2010/2011.
Laget spelade ursprungligen i det slovenska kulturhuset i Bleiburg. Efter att de nådde högsta serien var salen där för liten och de spelade istället i Prevalje, Slovenien. Sedan 2012 spelar de i en nybyggd hall i Bleiburg.